# فوجیکو اف. فوجیئو
فوجیکو اف. فوجیئو (به ژاپنی: 藤子 不二雄 Fujiko Fujio)، یک گروه نویسندگی مانگا بود که توسط هنرمندان مانگا ژاپنی (مانگاکا) هیروشی فوجیموتو (藤本 弘، فوجیموتو هیروشی، ۱ دسامبر ۱۹۳۳–۲۳ سپتامبر ۱۹۹۶) و موتوئو آبایکو (安孫子 素雄، آبیکو موتوئو، ۱۰ مارس ۱۹۳۴–۶ آوریل ۲۰۲۲).
اولین کار حرفه ای در سال ۱۹۵۱ (با نام نویسندگان «آبیکو موتو، فوجیموتو هیروشی») بود.